# Naintré
 Naintré  es una población y comuna francesa, situada en la región de Poitou-Charentes, departamento de Vienne, en el distrito de Châtellerault y cantón de Châtellerault-Sud.

## Demografía
| 2288 | 2430 | 3460 | 4236 | 4718 | 5293 |
| Para los censos de 1962 a 1999 la población legal corresponde a la población sin duplicidades (Fuente: INSEE [Consultar]) |      |      |      |      |      |